# Никульское (Переславский район)
Нику́льское — село в Переславском районе Ярославской области. Также известно как Микульское.

## История
Село Никульское известно с 1628 года. В начале XVII столетия село было приложено князьями Шуйскими в Троице-Сергиеву лавру, которой принадлежало до секуляризации 1764 года, а затем перешло в ведомство государственных имуществ.
Церковь Николая Чудотворца известна с 1628 года. В 1726 году эта церковь в Никульском сгорела; в 1729 году вместо неё построена была новая деревянная церковь, купленная в селе Лыченцах. В 1799 году церковь сгорела вновь и в том же году была отстроена; а вот деревянная колокольня уцелела от пожара.
В 1822 году на средства прихожан устроен существующий ныне каменный храм. Престолов в нём два: в холодном во имя святого Николая Чудотворца, в приделе тёплом в честь Покрова Пресвятой Богородицы. В церкви хранилась святыня — шапочка преподобного Моисея Угрина.
В селе была школа грамоты.

## Население
| 1859 | 1905 |
| ---- | ---- |
| 356  | 463  |

| 1859 | 1905 | 1926 | 2007 | 2010 |
| ---- | ---- | ---- | ---- | ---- |
| 356  | ↗463 | ↗591 | ↘17  | ↘2   |

## Известные жители
22 октября 1923 года в селе Никульское родился Дмитрий Сергеевич Петрунин (1923—1990) — снайпер 83-го пограничного полка войск НКВД по охране тыла (5-я гвардейская армия, 1-й Украинский фронт), кавалер ордена Славы трёх степеней.